# Liste der denkmalgeschützten Objekte in Großklein
Die Liste der denkmalgeschützten Objekte in Großklein enthält die 11 denkmalgeschützten, unbeweglichen Objekte der Gemeinde Großklein im steirischen Bezirk Leibnitz.

## Denkmäler
| Foto |                 | Denkmal | Standort                                               | Beschreibung | Metadaten |
| ---- | --------------- | --- | ------------------------------------------------------ | --- | --- |
| ja   | Datei hochladen | Siedlung und Nekropole der Hallstattzeit auf dem Burgstallkogel HERIS-ID: 95828 Objekt-ID: 111206                                                      | Burgstallkogel Standort KG: Burgstall                  | Die späturnenfelder- und hallstattzeitliche Höhensiedlung auf dem Burgstallkogel (458 m), die westlich anschließende Sulmtalnekropole mit heute noch erkennbaren rund 700 Tumuli (die ursprüngliche Anzahl wird auf 2000 Tumuli geschätzt) und die 4 Fürstengräber von Kleinklein (Kröllkogel, Pommerkogel und Hartnermichlkogel (2×)) bilden zusammen einen wesentlichen Fundplatz der Osthallstattkultur. Die Siedlung und Nekropole erstreckt sich rund um den Burgstallkogel über die Katastralgemeinden Burgstall, Goldes und Mantrach sowie Teile der Gemeinde Gleinstätten. Anmerkung: Die Koordinaten beziehen sich auf das Grundstück 35/1. | BDA-Hist.: Q64512574 Status: Bescheid Stand der BDA-Liste: 2025-06-30 Name: Siedlung und Nekropole der Hallstattzeit auf dem Burgstallkogel GstNr.: 1/1, 1/3, 3, 5, 10, 11, 14, 15, 16, 17, 18, 19/1, 19/2, 32, 34/1, 35/1, 36, 42/1, 42/2, 44, 45, 46/1, 46/2, 49/1, 49/2, 50, 51, 52/1, 52/2, 54/1, 54/2, 55, 56, 57, 60/1, 60/2, 60/3, 61, 62, 63/1, 63/2, 66/1, 66/2, 67, 68, 69/1, 69/2, 75, 76, 80/1, 80/2, 80/3, 80/4, 82, 83, 85, 87/1, 87/2, 90/1, 92, 93, 94/1, 94/2, 95, 97, 98, 100, 101/1, 101/2, 101/3, 103, 104/1, 104/2, 104/3, 105/1, 105/2, 108, 113/3, 113/4, 113/5, 113/6, 113/7, 114, 115, 123/1, 138/1, 138/2, 139, 140, 141/1, 141/2, 142/1, 142/2, 143, 144/1, 144/2, 149, 150, 151/4, 153, 154, 155, 156, 157, 158/1, 158/2, 159, 161, 164/1, 164/2, 164/3, 164/4, 165, 166, 167, 168, 169, 170, 171/1, 171/2, 229/1, 236/1, 237/1, 242/1, 245/1, 246, 297/3, 324 Burgstallkogel, Styria |
| ja   | Datei hochladen | Siedlung und Nekropole der Hallstattzeit auf dem Burgstallkogel HERIS-ID: 95831 Objekt-ID: 111209                                                      | Burgstallkogel Standort KG: Goldes                     | Die Siedlung und Nekropole erstreckt sich rund um den Burgstallkogel über die Katastralgemeinden Burgstall (siehe dort), Goldes und Mantrach sowie Teile der Gemeinde Gleinstätten. Anmerkung: Die Koordinaten beziehen sich auf die Grundstücke .37 und 329. | BDA-Hist.: Q64512575 Status: Bescheid Stand der BDA-Liste: 2025-06-30 Name: Siedlung und Nekropole der Hallstattzeit auf dem Burgstallkogel GstNr.: 160, 285/2, 292, .11/2, 295, 298/1, 271, 272, 276, 325, 321/4, 322/2, 329, .37, 347, 348, 349, 350, 351, 684/3, 322/1, 324 Burgstallkogel, Styria |
| BW   | Datei hochladen | Hallstattzeitliche Hügelgräber der Grellwaldgruppe (Teil der Sulmtalnekropole=Burgstallnekropole) HERIS-ID: 113816 Objekt-ID: 132196seit 2021          | bei Kleinklein-Goldesstraße Standort KG: Goldes        | Teil der Nekropole auf dem Burgstallkogel Anmerkung: großflächiges Areal, Koordinaten an einer Grundstücksgrenze | BDA-Hist.: Q105675413 Status: Bescheid Stand der BDA-Liste: 2025-06-30 Name: Hallstattzeitliche Hügelgräber der Grellwaldgruppe (Teil der Sulmtalnekropole=Burgstallnekropole) GstNr.: 270/2, 169/4 Burgstallkogel, Styria |
| BW   | Datei hochladen | Hügelgrab Kröllkogel HERIS-ID: 95833 Objekt-ID: 111211                                                                                                 | Burgstallnekropole / Kleinklein Standort KG: Großklein | Der Tumulus ist eines der „Fürstengräber“ im Bereich des Burgstallkogels. | BDA-Hist.: Q64512577 Status: Bescheid Stand der BDA-Liste: 2025-06-30 Name: Siedlung und Nekropole der Hallstattzeit auf dem Burgstallkogel (Hügelgrab Kröllkogel) GstNr.: 1375, 1373 |
| ja   | Datei hochladen | Grabhügel Pommerkogel HERIS-ID: 43782 Objekt-ID: 44460                                                                                                 | Burgstallnekropole / Kleinklein Standort KG: Großklein | Der Tumulus ist eines der „Fürstengräber“ im Bereich des Burgstallkogels. | BDA-Hist.: Q64512571 Status: Bescheid Stand der BDA-Liste: 2025-06-30 Name: Grabhügel Pommerkogel GstNr.: 1350/1, 1351/6, 1350/2 |
| BW   | Datei hochladen | Hügelgrab Hartnermichlkogel HERIS-ID: 68021 Objekt-ID: 81015                                                                                           | Kleinklein 28 Standort KG: Großklein                   | Der Tumulus ist eines der „Fürstengräber“ im Bereich des Burgstallkogels. | BDA-Hist.: Q64512573 Status: § 57-Mandatsbescheid Stand der BDA-Liste: 2025-06-30 Name: Hügelgrab Hartnermichlkogel GstNr.: 1380/1 |
| ja   | Datei hochladen | Ortskapelle HERIS-ID: 68861 Objekt-ID: 81899 | Standort KG: Großklein                                 | | BDA-Hist.: Q38120821 Status: § 2a Stand der BDA-Liste: 2025-06-30 Name: Ortskapelle GstNr.: 1307/1 Ortskapelle Kleinklein, Großklein |
| ja   | Datei hochladen | Kath. Pfarrkirche hl. Georg und Friedhof HERIS-ID: 51481 Objekt-ID: 57139                                                                              | Standort KG: Großklein                                 | Die vom Friedhof umgebene Pfarrkirche wurde in der 2. Hälfte des 17. Jahrhunderts unter Einbeziehen eines älteren Nordturms umgebaut. An das dreijochige Langhaus schließt ein schmälerer zweijochiger Chor an. Der Hochaltar stammt aus der Zeit um 1770–1780. | BDA-Hist.: Q38045339 Status: § 2a Stand der BDA-Liste: 2025-06-30 Name: Kath. Pfarrkirche hl. Georg und Friedhof GstNr.: 1172 Pfarrkirche hl. Georg, Großklein |
| BW   | Datei hochladen | Latènezeitliches Gräberfeld beim Pommerkogel einschließlich bereits geborgener Funde aus einem Kriegergrab HERIS-ID: 113835 Objekt-ID: 132219seit 2020 | Standort KG: Großklein                                 | Das jüngere latènezeitliche Gräberfeld (aus der jüngeren Eisenzeit) schließt unmittelbar an das der Hallstattzeit an. | BDA-Hist.: Q105647198 Status: § 9-Feststellung Bodendenkmal Stand der BDA-Liste: 2025-06-30 Name: Latènezeitliches Gräberfeld beim Pommerkogel einschließlich bereits geborgener Funde aus einem Kriegergrab GstNr.: 1351/2 |
| ja   | Datei hochladen | Siedlung und Nekropole der Hallstattzeit auf dem Burgstallkogel HERIS-ID: 112262 Objekt-ID: 130337                                                     | Burgstallkogel Standort KG: Mantrach                   | Die Siedlung und Nekropole erstreckt sich rund um den Burgstallkogel über die Katastralgemeinden Burgstall (siehe dort), Goldes und Mantrach sowie Teile der Gemeinde Gleinstätten. Anmerkung: Die Koordinaten beziehen sich auf die Grundstücke 153 und 156. | BDA-Hist.: Q64512579 Status: Bescheid Stand der BDA-Liste: 2025-06-30 Name: Siedlung und Nekropole der Hallstattzeit auf dem Burgstallkogel GstNr.: 153, 156, 299, 300, 301, 302, 303, 304, 305, 306, 307, 313, 314, 315, 316, 317, 325 Burgstallkogel, Styria |
| ja   | Datei hochladen | Schloss Ottersbach und Nebengebäude HERIS-ID: 37164 Objekt-ID: 36241                                                                                   | Mantrach 20 Standort KG: Mantrach                      | Die im breiten Tal der Sulm gelegene, ab Anfang des 17. Jahrhunderts errichtete Schloss Ottersbach gilt als Nachfolgebau der zu diesem Zeitpunkt bereits in Verfall befindlichen Burg Mantrach. Das Barock-Schlösschen besteht aus zwei Flügeln, die in einem stumpfen Winkel aneinanderstoßen. Im ersten Stock des Hauptgebäudes ist heute ein Museum untergebracht. | BDA-Hist.: Q14538529 Status: Bescheid Stand der BDA-Liste: 2025-06-30 Name: Schloss Ottersbach und Nebengebäude GstNr.: 241/1, 241/5 Schloss Ottersbach |